# 140-я гвардейская зенитная ракетная бригада
140-я гвардейская зенитная ракетная Борисовская орденов Кутузова и Жукова бригада (сокр. 140 гв. зрбр, в/ч 32390) — зенитное ракетное соединение войск ПВО Сухопутных войск Российской Федерации. Бригада дислоцируется на станции Домна Забайкальского края. Соединение находится в составе 29-й гвардейской общевойсковой армии Восточного военного округа.

## История
Бригада ведёт свою историю от 66-й зенитной артиллерийской дивизии РГК.

### Великая Отечественная война
6 октября 1943 года в учебном лагере войсковой зенитной артиллерии Красной Армии Московского военного округа, расположенном в п. Павшино Красногорского района Московской области, началось формирование 66-й зенитной артиллерийской дивизии РГК (66-я зенад). Командиром дивизии, формирование которой закончилось 1 ноября 1943 года, был полковник И. М. Коротких.
В начале 1944 года дивизия передислоцирована в район Смоленск — Орша и вошла в состав 3-го Белорусского фронта в оперативное подчинение 31-й армии, приняв участие в боях в ходе Минской операции при овладении городами Орша, Минск, Лида, Сувалки.
30 июня 1944 года после стремительного наступления войск 31-й армии 66-я зенад вышла на р. Березину и, форсировав её 1 июля 1944 года, участвовала в операции по освобождению города Борисов и одноимённой железнодорожной станции. За мужество и отвагу, проявленные личным составом, дивизии присвоено почётное наименование «Борисовская». Далее она прикрывала действия армии при форсировании реки Неман в районе Друскеники — Бережаны.
12 ноября 1944 года дивизия перешла в оперативное подчинение 11-й гвардейской армии и участвует в овладении г. Волковышки (граница Восточной Пруссии была пересечена в районе г. Эйдкунен). 11 января 1945 года дивизия перешла в оперативное подчинение 2-й гвардейской армии и участвовала в освобождении городов Гумбиннен и Вартенштейн.
16 февраля, перейдя в оперативное подчинение 48-й армии, дивизия участвует в операции по овладению городами Шлобитен, Браунсберг.
С 2 апреля дивизия в резерве 3-го Белорусского фронта (г. Эльбинг, ст. Гюльденбоден, ст. Гутштадт).
С 25 апреля вновь перешла в оперативное подчинение 48-й армии (г. Толькемит) и с 28 апреля по 8 мая 1945 года участвовала в ликвидации группировки войск противника на косе Фриш-Нерунг и северо-западнее города Эльбинг. За овладение сильным опорным пунктом немцев, городом и железнодорожной станцией «Браунсберг» (20 марта 1945 года), за успешные боевые действия по уничтожению восточно-прусской группировки противника Указом Президиума Верховного Совета СССР от 26 апреля 1945 года дивизия награждена орденом Кутузова II степени.
С 16 июня 1944 года по 9 мая 1945 года (за 11 месяцев боев) личным составом полка было сбито 38 и подбит один самолёт противника, а также уничтожено:
- живой силы противника — 3094 человека;
- артиллерийских и миномётных батарей — 25;
- вражеских огневых точек — 118;
- командных пунктов — 16;
- автомашин с военными грузами — 9;
- повозок с военными грузами — 63.

Кроме того, было взято в плен 402 вражеских военнослужащих.

### Послевоенный период
18 июня 1945 года дивизия передислоцирована железнодорожным транспортом по маршруту Эльбинг — Минск (в район ст. Кодиши) и вошла в состав Минского учебного артиллерийского лагеря Минского военного округа.
2 ноября дивизия вновь передислоцирована по маршруту Кодиши — Дагестанская АССР в районы г. Изберг и н. п. Двигательстрой и вошла в состав резерва Закавказского военного округа. В 1946 году соединение передислоцировано в населённый пункт Алят-Пристань Азербайджанской ССР и введено в состав войск 4-й армии Закавказского военного округа.
В 1946 году дивизия вновь передислоцирована своим ходом в район города Кировабад. 27 ноября 1948 года на основании Указа Верховного Совета СССР от 18 февраля 1948 года дивизии вручено Боевое Красное Знамя и Благодарность Верховного Главнокомандующего:
- за взятие г. Орша;
- за форсирование р. Березины и взятие г. Борисова;
- за взятие г. Минска;
- за форсирование р. Неман и прорыв группировки противника;
- за вторжение в Восточную Пруссию.

В соответствии с Директивой Министра обороны СССР № орг./3/59002 от 18 марта 1960 года 66-я зенитная артиллерийская Борисовская ордена Кутузова дивизия расформирована. На базе дивизии сформирован 189-й отдельный зенитный артиллерийский полк среднего калибра.
На основании Директивы Главного штаба Сухопутных войск № 453/1/00150 от 6 февраля 1973 года в период с 1 апреля по 1 августа 1973 года 189-й зенитный ракетный полк переформирован в 140-ю зенитную ракетную бригаду с передачей ей знамени, исторического формуляра и даты годового праздника, принадлежащего полку.
В 1976 году 140-я зрбр передислоцирована в район п. Тшебень Северной группы войск (СГВ). За неоднократное завоевание Звания передового соединения в СГВ (1979, 1980, 1981, 1984, 1988, 1989, 1991 года) 140-й зенитной ракетной бригаде на вечное пользование вручено переходящее Красное Знамя Военного Совета СГВ. В честь 110-годовщины со дня рождения В. И. Ленина Постановлением Президиума Верховного Совета СССР № 5 от 19 марта 1980 года бригаде вручена почётная ленинская грамота. В 1992 году бригада выведена из СГВ и передислоцирована в п. Дровяная Улетовского района Читинской области.
В 1994 году 140-я зенитная ракетная бригада передислоцирована на станцию «Домна» Читинского района Читинской области.
По итогам учебного 2009 года, бригада была признанной лучшей после стрельб на полигоне Телемба. Итоговые проверки соединение сдало на четвёрку. Главнокомандующий Сухопутными войсками, на тот момент, генерал-полковник Александр Постников, подводя итоги за 2009 год, вручил полковнику Брыкину переходящий кубок, которым награждается лучшее соединение ПВО округа.
В 2010 году бригада привлекалась на учения «Восток-2010».
8 ноября 2023 года, за участие в российском нападении на Украину, закрытым Указом президента Российской Федерации бригаду наградили орденом Жукова за «мужество, отвагу и самоотверженность, проявленные личным составом в ходе проведения специальной военной операции».
25 марта 2025 года Указом президента Российской Федерации бригаде присвоено почётное наименование «гвардейская» за «массовый героизм и отвагу, стойкость и мужество проявленные личным составом бригады в боевых действиях по защите Отечества и государственных интересов в условиях вооружённых конфликтов».
Годовой праздник части — 6 октября, в ознаменование дня начала формирования 66-й зенитной артиллерийской дивизии РГК.

## Командиры
Командиры 140-й зенитной ракетной бригады:
- полковник Коротких И. М. (1943—1944),
- генерал-майор Сазонов С. С. (1944—1945),
- полковник Щелко П. Г. (1945—1948),
- полковник Егоров М. А. (1948—1952),
- полковник Окороков В. П. (1952—1954),
- полковник Карандеев Н. А. (1954—1959),
- полковник Костенко А. Ф. (1959—1960),
- полковник Полевичный В. М. (1960—1965),
- подполковник Мачихин Г. С (1965—1967),
- полковник Киселёв В. В. (1967—1970),
- полковник Леонов А. А. (1970—1972),
- подполковник Дианов А. В. (1972—1973),
- подполковник Щевцов В. А. (1973—1976),
- подполковник Дорохов Ю. А. (1976—1977),
- полковник Гаврищицин Н. Н. (1977—1983),
- полковник Фролов Э. Ф. (1983—1985),
- подполковник Бабаев В. Ю. (1985—1988),
- полковник Серебрянников А. К. (1988—1989),
- полковник Тараканов В. Н. (1989—1992),
- полковник Орлов В. Г. (1992—1994),
- полковник (Волков А. Д. (1994—1995),
- полковник Филиппов В. И. (1995—1997),
- полковник Белов М. М. (1997—1999),
- полковник Белокопытов О. И. (1999—2000) ,
- полковник Брыкин П. Е. (2000—2010),[3]
- полковник Чепурин О. Ф.   (2010-2013)
- полковник Ковынёв А. В. (2013—2015),
- полковник Лебедев Р. М. (с 2015 по 2020),
- полковник Кошкин А. В. (с 2020 по н.в.).